# Luisito Pie
Luisito Pie (Bayaguana, 4 de marzo de 1994) es un deportista dominicano que compite en taekwondo. Es hermano del también practicante de taekwondo Bernardo Pie.
Participó en los Juegos Olímpicos de Río de Janeiro 2016, obteniendo una medalla de bronce en la categoría de –58 kg. Consiguió una medalla de plata en los Juegos Panamericanos de 2015.
Ganó dos medallas en el Campeonato Panamericano de Taekwondo, en los años 2014 y 2018.

## Palmarés internacional
| Juegos Olímpicos        | Juegos Olímpicos         | Juegos Olímpicos  | Juegos Olímpicos |
| Año                     | Lugar                    | Medalla           | Categoría        |
| ----------------------- | ------------------------ | ----------------- | ---------------- |
| 2016                    | Río de Janeiro (Brasil)  | Medalla de bronce | –58 kg           |
| Juegos Panamericanos    |                          |                   |                  |
| Año                     | Lugar                    | Medalla           | Categoría        |
| 2015                    | Toronto (Canadá)         | Medalla de plata  | –58 kg           |
| Campeonato Panamericano |                          |                   |                  |
| Año                     | Lugar                    | Medalla           | Categoría        |
| 2014                    | Aguascalientes (México)  | Medalla de oro    | –58 kg           |
| 2018                    | Spokane (Estados Unidos) | Medalla de plata  | –58 kg           |